# High Spirits (film)
Pour les articles homonymes, voir High Spirits.
Pour plus de détails, voir Fiche technique et Distribution.
High Spirits est un film américano-britannique réalisé par Neil Jordan et sorti en 1988.

## Synopsis
Peter Plunkett est le propriétaire d'un vieux château irlandais transformé en maison d'hôtes. Endetté auprès d'un homme d'affaires américain, Plunkett décide de transformer le château en attraction touristique en faisant jouer les fantômes à ses employés. La supercherie est vite découverte, mais le château s'avère également abriter de véritables fantômes.

## Fiche technique
- Titre : High Spirits
- Réalisation : Neil Jordan
- Scénario : Neil Jordan
- Musique : George Fenton
- Photographie : Alex Thomson
- Montage : Michael Bradsell
- Production : David Saunders & Stephen Woolley
- Sociétés de production : Vision PDG & Palace Pictures
- Société de distribution : TriStar Pictures
- Pays :  États-Unis,  Royaume-Uni
- Langue : Anglais
- Format : Couleur - Dolby SR - 35 mm - 1.85:1
- Genre : Comédie, Fantastique
- Durée : 99 minutes
- Dates de sortie :
  - États-Unis :18 novembre 1988
  - France : 18 janvier 1989

## Distribution
- Peter O'Toole (VF : Gabriel Cattand) : Peter Plunkett
- Steve Guttenberg (VF : Renaud Marx) : Jack Crawford
- Daryl Hannah (VF : Martine Irzenski) : Mary Plunkett Brogan
- Liam Neeson (VF : Michel Vigné) : Martin Brogan
- Beverly D'Angelo (VF : Marie Vincent) : Sharon Brogan Crawford
- Jennifer Tilly (VF : Kelvine Dumour) : Miranda
- Peter Gallagher : Frère Tony
- Martin Ferrero : Malcolm Clay
- Connie Booth (VF : Frédérique Tirmont) : Marge Clay
- Liz Smith : Mme Plunkett, la mère de Peter
- Ray McAnally : Mr. Plunkett, le père de Peter
- Donal McCann (VF : Mostéfa Stiti) : Eamon
- Tom Hickey (en) (VF : Patrick Préjean) : Sampson
- Mary Coughlan : Katie

## Accueil

### Box-office
Le film est un échec au box office américain, ne rapportant que 8 578 231 dollars. Le réalisateur Neil Jordan a toujours affirmé que la version diffusée en salles était très différente de sa propre version car il aurait été écarté du montage final.

## Distinctions
- Daryl Hannah fut nommée au Razzie Awards 1988 du pire second rôle féminin pour son rôle de la mariée fantôme, Mary Plunkett Brogan.